# 銀河間塵
銀河間塵(Intergalactic dust)は、銀河と銀河の間にある銀河間空間に存在する宇宙塵である。銀河間塵が存在する証拠は1949年から提案されていたが、研究が本格化したのは20世紀末からである。銀河間塵の分布には、多くの異なる予測がある。銀河間塵は、他の銀河内の超新星やクェーサー等、銀河を超えた距離の測定に影響を与える可能性がある。
銀河間塵は、1960年代に他の銀河の周りに存在することが示された銀河間塵雲(Intergalactic dust clouds)の一部である可能性がある。1980年代までには、銀河系から数百万パーセクの距離に、「オクロイの雲」等、少なくとも4つの銀河間塵雲が発見された。